# Clifford Curzon

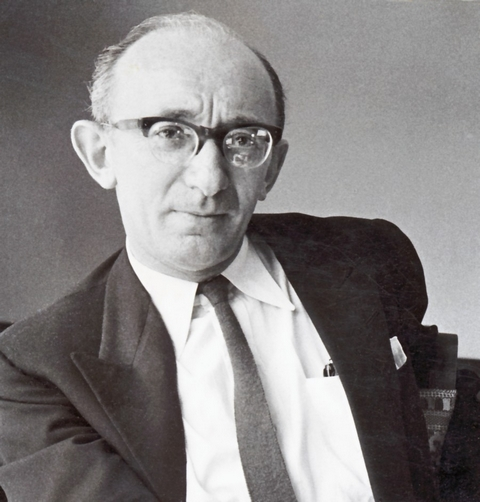
Clifford Curzon (1960)

Sir Clifford Curzon (* 18. Mai 1907 in London als Clifford Michael Siegenberg; † 1. September 1982 ebenda) war ein britisch-jüdischer Pianist.

## Leben
Curzon wurde in Islington, London, als jüngerer Sohn und zweites von drei Kindern von Michael Siegenberg, einem jüdischen Antiquitätenhändler, und seiner Frau Constance Mary, geborene Young, geboren. Der Familienname wurde im August 1914, kurz nach Ausbruch des Ersten Weltkriegs, in Curzon geändert. Der Haushalt war musikalisch: Mary Siegenberg (ab August 1914 Curzon) war eine begabte Amateursängerin, Michaels Schwester eine professionelle Sängerin, und sein Schwager, der Komponist Albert Ketèlbey, war ein häufiger Besucher. Die Aufführungen seiner Musik auf dem Klavier der Familie waren die ersten bleibenden musikalischen Erinnerungen des jungen Clifford Siegenberg. Der Junge lernte zunächst Geige, konzentrierte sich aber bald auf das Klavier.
Im Jahr 1919 trat Curzon in die Royal Academy of Music (RAM) in London ein und wurde zwei Jahre später im ungewöhnlich frühen Alter von vierzehn Jahren in die Oberstufe der Akademie aufgenommen. Er studierte bei Charles Reddie, dessen Lehrer, Bernhard Stavenhagen, ein Schüler von Franz Liszt gewesen war.
Curzon gewann zahlreiche Preise, darunter die MacFarren Gold Medal der RAM, und setzte dann seine Studien bei Katharine Goodson fort, die Schülerin von Theodor Leschetizky gewesen war. Sir Henry Wood war Dirigent des Studentenorchesters der Akademie, und 1924 gab er Curzon sein erstes Engagement in einem Promenadenkonzert als einer der Solisten in Bachs Konzert für drei Klaviere in d-Moll, zusammen mit zwei anderen Studenten. Etwa zu der Zeit, als Curzon seinen Abschluss machte, erkrankte sein Vater schwer, was sich auf das Familienunternehmen auswirkte; das Geld wurde knapp, und 1926 nahm Curzon, obwohl er sich nicht zum Unterrichten hingezogen fühlte, eine feste Stelle als Unterprofessor an der RAM an. Er verfolgte jedoch weiterhin eine Karriere als Solist. Ein Freund der Familie machte ihn mit Sir Thomas Beecham bekannt, der von Curzons Spiel so beeindruckt war, dass er ihn als Solist in Mozarts Krönungskonzert in der Queen’s Hall engagierte.
1928 verließ Curzon vorübergehend die RAM. Eine Erbschaft der Mutter eines Kollegen ermöglichte es ihm, für zwei Jahre nach Berlin zu gehen, um bei Artur Schnabel zu studieren. Anschließend studierte er bei Wanda Landowska und Nadia Boulanger in Paris. Curzon war der Ansicht, dass sein eigener pianistischer Stil den Vorbildern Schnabel und Landowska viel zu verdanken habe; obwohl sie sich nicht mochten und in ihrer musikalischen Ästhetik diametral entgegengesetzt waren, habe er von Schnabel die Phrasierung und von Landowska die Präzision der Technik gelernt.
Noch in Paris heiratete Curzon die amerikanische Cembalistin Lucille Wallace (1898–1977). Sie hatten keine Nachkommen, adoptierten aber 1954 die beiden Söhne der Sopranistin Maria Cebotari, nachdem sie und ihr Mann Gustav Diessl früh gestorben waren. Schon Jahre vor ihrer Ehe hatte Lucille Wallace 1927/28 in Litzlberg am Attersee eine Villa im englischen Landhausstil errichten lassen, die als Curzon-Villa bezeichnet wird.
1939 wurde die Verwaltung des Hauses einer Freundin der Familie übergeben. Über die Eigentumsverhältnisse und Nutzungen in und nach dem Zweiten Weltkrieg ist manches unklar. Zwar erhielten die Curzons den Besitz zurück, doch verkaufte Clifford Curzon das Ensemble im Jahre 1982 kurz vor seinem Tod. Heute ist die Villa samt Nebengebäuden und Bootshaus in Privatbesitz und denkmalgeschützt.
1977 wurde Clifford Curzon zum Knight Bachelor („Sir“) geadelt.
Selbstkritik und eine forschend-nachdenkliche Haltung zu den Meisterwerken der Musik, die er mit seinem Lehrer Schnabel teilte und die ihn von den „erobernden“ Virtuosen unterschied, zeichneten auch Curzons spätere Karriere aus, in der er immer wieder längere Pausen einlegte, in zahlreichen Kammermusik-Aufführungen mitwirkte und zahlreiche Aufnahmen einspielte.
Curzon schränkte mit den Jahren sein Repertoire ein und galt schließlich als Mozart-, Schubert- und Brahms-Spezialist, als „Philosoph“ und „Sensibilissimus“ am Klavier. Der Kritiker Harold C. Schonberg (New York Times) sagte ihm nach, dass allein sein Pianissimo zwanzig Schattierungen aufwies. Der Pianist und Dirigent Daniel Barenboim nennt ihn als eines seiner musikalischen Vorbilder.